# 잭 케이드 반란

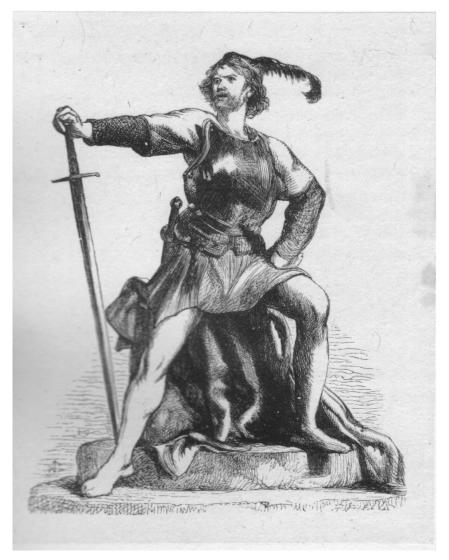

잭 케이드 반란은 1450년 잉글랜드 정부에 대항한 유명한 반란 사건으로 그 해 4월부터 7월까지 남동쪽 지역에서 일어났다. 반란은 부패, 정부실정, 왕의 측근과 지역관리의 권력남용 그리고 백년 전쟁에서 영국 군대가 프랑스에 패배한 것 등에 대한 불만에서 촉발되었다.